# 平田梨奈
平田 梨奈（ひらた りな、1998年〈平成10年〉7月16日 - ）は、日本の経営者、タレント、グラビアアイドル、女優。女性アイドルグループ・AKB48の元メンバー。ダンドル所属。愛称は、ひらりー。
アメリカ・アリゾナ州フェニックス生まれ、福岡県出身。

## 略歴
2011年2月20日、AKB48第12期研究生オーディションに合格。
2012年8月5日、セレクション審査合格。
2013年4月28日、日本武道館で開催された『AKB48グループ臨時総会 〜白黒つけようじゃないか!〜』においてサプライズ発表があり、チームKへの昇格が発表される。
2014年2月24日、Zepp DiverCityで開催された『AKB48グループ大組閣祭り』において、チームBへの異動が発表される。
2015年3月26日、さいたまスーパーアリーナで行われた『AKB48春の単独コンサート〜ジキソー未だ修行中!』において、チームAへの異動が発表される。
2016年7月16日、「僕の太陽」リバイバル公演において、AKB48からの卒業を発表。
同年8月24日にAKB48劇場で行われた卒業公演をもってAKB48を卒業。卒業後はフリーランスで活動。
2019年2月1日、1st VR動画作品「【VR】はじめてのVR、はじめてのわたし。平田梨奈」をファンタスティカより発売。
同年4月19日より、ダンドルの所属となったことを発表する。
7月20日、1st DVD&Blu-ray「ひらりーTIME」をラインコミュニケーションズより発売。
12月6日、「【VR】想像を超える誘惑で心拍数をグイグイ上げてくる僕の彼女は平田梨奈、そういう世界。」（極〜kiwami〜/FANTASTICA）を発売。
12月13日、「学園のアイドル平田梨奈と過ごしたセンセーショナルな青春エピソード、そんな世界。」（極〜kiwami〜/FANTASTICA）を発売。
2020年2月1日、『恋愛ドラマな恋がしたい〜Bang Ban Love〜』（AbemaTV）第2話よりレギュラー出演。
同年2月22日、2nd DVD&Blu-ray「ひらりーBEAUTY」（ラインコミニュケーションズ）を発売。
2022年4月30日にウェルネスビューティジャパン主催の第一回「ミスミスタースパサウナ2022」の授賞式が京王プラザホテルにて開催され、グランプリのミススパサウナに選出。
2024年に一般企業に就職し、社長秘書を務めていることを明かした。
2025年8月、アパレルブランド立ち上げに向けて新会社を設立した。

## 人物
- 父親はアメリカ人、母親は日本人[23]。
- AKB48時代で一番仲が良いメンバーは大島優子で[24]、2014年から2015年までAKB48チームBを兼任した乃木坂46元メンバーの生駒里奈とも仲が良い[25]。

## AKB48在籍時の参加楽曲

### シングル選抜楽曲
- 「風は吹いている」に収録
  - 蕾たち - 「チーム4+研究生」名義
- 「GIVE ME FIVE!」に収録
  - ユングやフロイトの場合 - 「スペシャルガールズC」名義
- 「真夏のSounds good !」に収録
  - 3つの涙 - 「スペシャルガールズ」名義
- 「ギンガムチェック」に収録
  - あの日の風鈴 - 「ウェイティングガールズ」名義
- 「UZA」に収録
  - 大人への道 - 「研究生」名義
- 「永遠プレッシャー」に収録
  - 私たちのReason
- 「So long !」に収録
  - 強い花 - 「研究生」名義
- 「さよならクロール」に収録
  - LOVE修行 - 「研究生」名義
- 「恋するフォーチュンクッキー」に収録
  - 青空カフェ
- 「ハート・エレキ」に収録
  - 細雪リグレット - 「Team K」名義
- 鈴懸の木の道で「君の微笑みを夢に見る」と言ってしまったら僕たちの関係はどう変わってしまうのか、僕なりに何日か考えた上でのやや気恥ずかしい結論のようなもの
- 「ラブラドール・レトリバー」に収録
  - Bガーデン - 「Team B」名義
- 「希望的リフレイン」に収録
  - ロンリネスクラブ - 「Team B」名義
- 「唇にBe My Baby」に収録
  - やさしい place - 「Team A」名義
- 「君はメロディー」に収録
  - M.T.に捧ぐ - 「Team A」名義
- 「翼はいらない」に収録
  - Set me free - 「Team A」名義

### アルバムCD選抜楽曲
- 『1830m』に収録
  - ミニスカートの妖精
  - さくらんぼと孤独 - 「研究生」名義
  - 青空よ 寂しくないか? - 「AKB48+SKE48+NMB48+HKT48」名義
- 『次の足跡』に収録
  - 共犯者 - 「Team K」名義
- 『ここがロドスだ、ここで跳べ!』に収録
  - 僕たちのイデオロギー
  - To goで - 「Team B」名義
- 『0と1の間』に収録
  - Clap - 「Team A」名義

### 劇場公演ユニット曲
チームKウェイティング公演
- 星の温度（板野友美のアンダー）
- キャンディー（松井珠理奈のアンダー）
- 初めてのジェリービーンズ（武藤十夢のアンダー）
- ヒグラシノコイ（古畑奈和のアンダー）

研究生公演「RESET」
- 制服レジスタンス（相笠萌のアンダー）
- 逆転王子様（小嶋菜月のアンダー）
- 明日のためにキスを（北汐莉のアンダー）

研究生公演「僕の太陽」
- アイドルなんて呼ばないで
- ヒグラシノコイ（内山奈月のアンダー）
- 愛しさのdefense（森川彩香のアンダー）

研究生公演「パジャマドライブ」
- 純情主義

チームKウェイティング公演II「最終ベルが鳴る」
- 初恋泥棒

倉持チームB「パジャマドライブ」公演
- 純情主義
- 鏡の中のジャンヌ・ダルク（小笠原茉由のアンダー）

春風亭小朝「イヴはアダムの肋骨」公演
- 雨のピアニスト
- 君だけにChu ! Chu ! Chu !

田原総一朗「ド〜なる?!ド〜する?!AKB48」公演
- 愛しさのアクセル（谷口めぐのアンダー）
- Bird（岡田奈々のアンダー）

チームA 7th Stage「M.T.に捧ぐ」
- She's gone（佐々木優佳里のアンダー）
- 負け男（大家志津香のアンダー）

「僕の太陽」リバイバル公演
- アイドルなんて呼ばないで

## 作品

### DVD
※太字タイトルは、Blu-ray版あり
- ひらりーTIME（2019年7月20日、ラインコミュニケーションズ）
- ひらりーBEAUTY（2020年2月22日、ラインコミュニケーションズ）
- RINAZONE（2020年8月21日、イーネット・フロンティア）
- 甘いボディ（2021年1月22日、竹書房）
- 天真爛漫（2021年6月20日、ラインコミュニケーションズ）
- えろりーの誘惑（2022年3月28日、イーネット・フロンティア）
- ピンクのため息（2022年9月27日、エアーコントロール）
- 触れあうとき（2023年4月26日、エアーコントロール）
- 昭和のチェリー（2023年12月20日、ラインコミュニケーションズ）
- 脱げない、もうこれ以上…（2024年6月20日、ラインコミュニケーションズ）

### VR
- はじめてのVR、はじめてのわたし。（2019年2月1日、PROLOGUE/FANTASTICA）
- Stop! Look! Listen!　Rina Hirata（2019年2月8日、PROLOGUE/FANTASTICA）
- 想像を超える誘惑で心拍数をグイグイ上げてくる僕の彼女は平田梨奈、そういう世界。（2019年12月6日、極〜kiwami〜/FANTASTICA）
- 学園のアイドル平田梨奈と過ごしたセンセーショナルな青春エピソード、そんな世界。（2019年12月13日、極〜kiwami〜/FANTASTICA）

## 出演

### テレビ
- 乃木坂46えいご（2015年6月28日 - 2016年10月30日、TBSチャンネル1）[12]
- 東京EXTRA（2015年10月19日 - 2016年6月27日、TBS）[26]
- はじめまして!ひらじんです（2019年12月27日・2020年1月31日、TOKYO MX） - MC[27]
- 平田梨奈 天真爛漫（2021年10月11日、V☆パラダイス）[28]

### 映画
- 白と黒の同窓会（2019年11月16日、ミカタ・エンタテインメント）　- ナオ 役[29][30]
- 夢叶えるサウナ（2023年12月17日） - 佳奈 役[31][32]

### 舞台
- 13月の女の子（2017年1月25日 - 2月5日、新宿村LIVE） - 八坂百子 役[33]
- The Red Moon Night-月が飛ぶ夜-（2017年2月22日 - 26日、新宿村LIVE） - ミランダ 役
- クォンタムドールズ2017（2017年7月5日 - 9日、六行会ホール） - 八咫烏 役[34]
- スナック玉ちゃん（2017年7月21日 - 23日、新宿シアターモリエール）
- 赤い絆の橋の上、ここから始まる時のコト「ブラックスタジアム」（2018年2月18日 - 24日、浅草九劇） - 砂混乃千佳 役
- Dream Lesson in2019 autumn（2019年10月12日 - 14日、シアターグリーン） - あいか 役[35]

### ネット配信
- 恋愛ドラマな恋がしたい〜Bang Ban Love〜（2020年2月1日 - 4月11日、AbemaTV）[18] - ひらりー 役
- 給与明細（2021年5月31日[36]、2022年3月21日[37]、ABEMA） - 潜入ガール

### 広告
- DOLLYPOP カラーコンタクトイメージモデル（2017年 - ）

## 書籍

### 写真集
- Tiffany（2019年11月20日、双葉社、撮影：植野恵三郎）ISBN 978-4575315103